# NaN
En informàtica, NaN, acrònim en anglès de Not a Number (en català: No Numèric, literalment:"no és un nombre"), es fa servir per referir-se a representacions d'indeterminacions, arrels de nombres negatius (nombres imaginaris), etc. En general, simbolitza qualsevol operació quin resultat no es pot expressar amb un valor numèric vàlid. Forma part de l'estàndard IEEE 754.
És utilitzat com a funció en diferents llenguatges de programació.